# Bröderna Sherman
Bröderna Sherman, Robert B. (Bernard) Sherman, född 19 december 1925 i New York, död 5 mars 2012 i London, Storbritannien, och Richard M. (Morton) Sherman, född 12 juni 1928 i New York, död 25 maj 2024 i Los Angeles, var två amerikanska textförfattare och kompositörer av främst filmmusik.
De blev kända då de under 1950-, 60- och 70-talen arbetade för Walt Disney Productions, och har bland annat skrivit sånger till över 30 Disneyfilmer, bland andra följande:

- 1963 – Svärdet i stenen
- 1963 – Summer Magic
- 1964 – Mary Poppins
- 1967 – Djungelboken
- 1968 – Chitty Chitty Bang Bang
- 1968 – Den fantastiska familjen Bower
- 1970 – Aristocats
- 1971 – Sängknoppar och kvastskaft
- 1973 – Tom Sawyers äventyr
- 1973 – Fantastiska Wilbur
- 1976 – Glasskon och rosen
- 1977 – Filmen om Nalle Puh
- 1978 – Den förtrollande Lassie
- 2000 – Tigers film

Bröderna belönades med två Oscarsstatyetter, bägge för musiken till "Mary Poppins",  men var nominerade ytterligare sju gånger.